# 本廣寺 (新宮市)
本廣寺（ほんこうじ）は、和歌山県新宮市にある日蓮宗の寺院。山号は惠雲山（えうんざん）。

## 歴史
- 慶長元年（1596年） - 日等上人により開山。当初は法輪山法華寺。
- 延宝6年（1678年） - 新宮城主の水野重上がこの寺を菩提寺と定め惠雲山本廣寺と改められる。

## 新宮城主水野家と本廣寺
紀伊新宮藩（紀州藩附家老）第3代藩主、水野重上の代に日蓮宗に改宗し、本廣寺を菩提寺と定める。父の第2代藩主・水野重良の法号本廣院を寺号に、母の法号惠雲院を山号とし、惠雲山本廣寺と改められ現在に到る。所属する本山は水野家菩提寺となる際に京都妙覚寺から身延山久遠寺へ変更された。

## 川上不白と本廣寺
江戸千家の流祖である川上不白は紀伊新宮藩水野家に仕える藩士の次男で、生家が本廣寺を菩提寺としている関係から晩年不白が帰郷した際、境内に主、師、親を偲び、一石につき一文字法華経を写経したものを納めた供養塔、書写妙法蓮華経印塔を建立。

## 所在地
和歌山県新宮市新宮656

## 周辺
- 熊野速玉大社
- 新宮城跡